# Paratanytarsus kaszabi
Paratanytarsus kaszabi är en tvåvingeart som beskrevs av Reiss 1971. Paratanytarsus kaszabi ingår i släktet Paratanytarsus och familjen fjädermyggor. Inga underarter finns listade i Catalogue of Life.